# Armoriale delle famiglie italiane (Sab-Sal)
Questo è l'armoriale delle famiglie italiane il cui cognome inizia con le lettere che vanno da Sab a Sal.

## Armi

### Sab
| Stemma | Casato e blasonatura |
| ------ | --- |
|        | Sabatelli (Napoli) Titolo: conti d'azzurro alla sbarra d'argento accompagnata in capo da tre stelle d'oro, in punta da una sirena di carnagione tenente con la destra un'ancora al naturale (citato in (24)) d'azzurro alla sbarra d'argento accompagnata in capo da tre stelle d'oro di otto raggi poste 2 e 1, ed in punta da una sirena di carnagione tenente con la destra un'ancora al naturale (citato in (26)) sbarra di argento accompagnata a sinistra da - 3 stelle (6 raggi) di oro poste 2,1 e a destra in basso da - una sirena al naturale afferrante con la destra una ancora dello stesso a 2 marre tutto su azzurro (citato in LEOM) Notizie storiche in Nobili napoletani. |
|        | Sabatier (Fiesole) D'argento, allo scaglione di rosso accompagnato da tre locuste (o cavallette) di verde, 2.1, quella in punta sormontata da una stella a cinque punte d'oro; il tutto abbassato sotto il capo d'azzurro caricato di un sole d'oro posto in mezzo a due stelle a cinque punte dello stesso (citato in (19)) |
|        | Sabatini (Firenze) Troncato: nel 1° d'azzurro, a due colonne affiancate d'oro, ciascuna cimata da una stella a sei punte dello stesso; nel 2° d'oro, all'albero di palma nodrito sul terreno e sostenente un uccello sorante, il tutto al naturale (citato in (19)) 2 colonne di oro cimate da 2 stelle (6 raggi) dello stesso poste in fascia sull'azzurro del - troncato di azzurro e di oro - albero di palma cimato da - una colomba su terrazzo di verde uscente dalla punta tutto al naturale su oro Sabatini (citato in LEOM) |
|        | Sabbatini (Fanano, Modena) D'azzurro, alla fascia d'argento, accompagnata in capo da tre gigli d'oro ordinati nel senso della pezza, e in punta da una stella a otto punte dello stesso posta in mezzo a due colonne d'argento (citato in (19)) |
|        | Sabatini o Sabatino (Palermo, Messina, Randazzo) Titolo: principe di Santa Margherita, barone di Martini d'azzurro al castello d'oro di tre torri, quella di mezzo più alta, aperto e finestrato di nero, fondato sulla punta dello scudo, col capo d'oro caricato di un leone di rosso (citato in (24)) castello a 3 torri la centrale più alta di oro uscente dalla punta aperto e finestrato di nero su azzurro - leone rampante di rosso su oro in capo (citato in LEOM) alias d'oro, al leone di rosso (citato in (25) e in Degli Abbati) Notizie storiche in Famiglie nobili di Sicilia.                                                                                               |
|        | Sabatucci Frisciotti Stendardi (Civitanova Marche) monte di verde su terrazzo dello stesso uscente dalla punta cimato da una pianta di giglio di giardino fiorita di 3 pezzi di argento sormontata da - 3 stelle (6 raggi) di oro poste 1,2 tutto su azzurro - colonna toscana di argento sormontata da - una rosa di oro a 4 petali tutto su rosso - braccio destro armato uscente da sinistra tenente con la mano di carnagione una bandiera posta in banda di argento svolazzante di rosso verso destra il tutto sormontato da - una cometa posta in fascia coda a destra di oro tutto su azzurro (citato in LEOM)                                                                        |
|        | Sabbadini (Chioggia) (la blasonatura non è stata ancora caricata) (citato in Araldica gentilizia (archiviato dall'url originale il 4 marzo 2016).) |
|        | Sabbatini (Udine) (la blasonatura non è stata ancora caricata) (Immagine nella Raccolta stemmi Trippini (JPG).) |
|        | Sabbatini o Sabadini (Udine) vaso biansato di argento da cui escono 3 gigli araldici fustati e fogliati dello stesso posti a ventaglio su troncato di azzurro e di verde (citato in LEOM) |
|        | Sabbatini (Fanano, Modena) fascia di argento su azzurro - 3 gigli di oro posti in fascia in alto su azzurro - 2 colonne di argento in palo poste in fascia affiancate ad - una stella (6 raggi) di oro in basso su azzurro (citato in LEOM) |
|        | Sabbi Colonna (Tivoli) 3 monti al naturale uscenti dalla punta cimato il centrale da un albero di olivo di verde su azzurro - stella (8 raggi) di argento su azzurro in capo (sulla prima partizione) accompagnato da - trangla di oro - colonna di argento con base e capitello di oro coronata dello stesso su rosso (citato in LEOM) |
|        | Sabbia o Sabia (Palermo, Nicosia, Polizzi) Signore di Rocca, Gerace, Valdilli, Malpertuso d'azzurro, alla fascia cucita di rosso orlata d'oro, caricata da due mezzelune affrontate d'argento (citato in (25) e in (28)) alias d'azzurro, a due leoni d'argento, alla fascia di rosso attraversante (citato in (25)) Notizie storiche in Famiglie nobili di Sicilia. |
|        | Sabbuci (Tivoli) albero di pino al naturale nodrito sulla vetta di un monte a 3 cime di argento uscente dalla punta su azzurro (citato in LEOM) |
|        | Sabelli (Brescia, Milano) 3 stelle (6 raggi) di oro su fascia di azzurro - aquila bicipite di nero su oro - testa di giovane di profilo al naturale attorcigliata di argento su oro - monte a 3 cime di azzurro uscente dalla punta cimato da - una ruota a 5 raggi di rosso su argento (citato in LEOM) |
|        | Sabiei (Cesena) (la blasonatura non è stata ancora caricata) (citato in BLCW) Immagine in Blasone Cesenate. |
|        | Sabina (Acqui) Titolo: consignori di Cuccaro Di rosso, al ramo di salvia, al naturale, con il capo d'oro, carico di un'aquila, di nero (citato in (23)) |
|        | Sabini (Abruzzo) D'azzurro a due leoni d'oro affrontati e sostenenti una torre d'argento (citato in DAlena) |
|        | Sabini (Roma, Altamura, Firenze, Napoli, Parigi) 3 teste di guerrieri di carnagione coperti di un elmo di oro su - fascia di rosso su - leone rampante di oro tenente con la destra posteriore un giglio di argento su azzurro (citato in LEOM) |
|        | Sabolini o Sabolini del Colle (Colle, Firenze) D'argento, a sei quadrati di nero, 3.2.1 (citato in (19)) (DE) In Silber 6 schwarze Quadrate, 3:2:1 gestellt (citato in KHIF) alias D'argento, a sei quadrati di nero, 3.2.1; con il capo di Santo Stefano (citato in (19)) |
|        | Sabolini (Siena) Di..., a sei stelle a otto punte di..., 3.2.1 (citato in (19)) |

### Sac
| Stemma | Casato e blasonatura |
| ------ | --- |
|        | Sacariga o Sagarriga o Sacarriga o Zagarriga (Sicilia) d'argento, allo scoglio di verde piantato in un mare movente dalla punta (citato in (25)) |
|        | Saccagni (Firenze) D'argento, alla colonna d'azzurro sostenuta da un monte di sei cime d'oro e accostata da due crescenti affrontati di rosso (citato in (19)) |
|        | Saccano (Sicilia) Titolo: barone di Santostefano della Briga, Librizzi, Torre del Giglio di rosso, a due pali vajati d'oro e di rosso (citato in (25) e in (28)) Corona di barone Notizie storiche in Famiglie nobili di Sicilia. |
|        | Saccardi (Compiano) D'argento (?) a un sacco posto in paolo al naturale sostenuto da un sinistrocherio (citato in DAlena) |
|        | Saccatelli (Firenze) D'azzurro, alla fascia diminuita d'oro sormontata da tre stelle a otto punte dello stesso ordinate in capo, e accompagnata in punta da tre sacchi d'argento ordinati uno di fianco all'altro (citato in (19)) |
|        | Saccenti o Saccenti del Nicchio (Firenze) D'azzurro, alla terza in scaglione di rosso sormontata da una stella a otto punte dello stesso, raggiante d'argento (citato in (19)) (DE) In Blau 3 erniedrigte rote Sparren, überhöht von 1 fünfstrahligen facettierten, in den Winkeln mit silbernen Strahlen besetzten roten Stern (citato in KHIF) |
|        | Sachetti e Sacchetti d'argento, a tre bande di nero (citato in (4) - Vol. I pag. 504 e in (5) – pag. 110) (DE) In Silber 3 schwarze Schrägbalken (citato in KHIF) |
|        | Sacchetti (Firenze) D'argento, a tre bande di nero alias D'argento, a tre bande di nero; con il capo di rosso caricato della croce d'argento (capo di Malta) alias D'argento, a tre filetti in banda di nero (citato in (19)) |
|        | Sacchetti (Siena) D'azzurro, al palo d'oro (citato in (19)) |
|        | Sacchetti (Asolo) D'azzurro al leone fasciato d'argento e di rosso (citato in DAlena) |
|        | Sacchetti (Roma) D'argento, a tre bande di nero (Immagine nell' Archivio Storico Capitolino (PDF) (archiviato dall'url originale il 23 febbraio 2014).) 3 bande di nero su argento (citato in LEOM) |
|        | Sacchetti o Sacchetto o De Sacchetti (Polanghera, Carignano, Cuneo, Moretta) Titolo: nobile Troncato, al 1° d'azzurro, a due leoni d'oro, linguati di rosso, affrontati, tenenti un sacco d'argento, al 2° d'argento, a tre bande di rosso (citato in (23)) troncato, nel 1º d'azzurro, al sacco d'argento, affiancato da due leoni d'oro, linguati di rosso, affiancati: nel 2º partito d'argento a tre bande di rosso (citato in (31)) alias Troncato, al 1° d'azzurro, a due leoni d'oro, linguati di rosso, affrontati, tenenti un sacco d'argento, al 2° d'argento, a tre bande di nero (citato in (23))                                               |
|        | Sacchetti (Firenze) d'argento, a tre scaglioni di nero (Immagine nella Raccolta stemmi Trippini (JPG).) |
|        | Sacchetti Barberini (Roma) 3 bande di nero su argento - 3 api di oro viste di dorso poste 2,1 su azzurro (citato in LEOM) |
|        | Sacchettini (Firenze) D'azzurro, al monte di sei cime d'oro sormontato da una stella a otto punte dello stesso (citato in (19)) (DE) In Blau 1 achtstrahliger goldener Stern und 1 schwebender goldener Sechsberg übereinander (citato in KHIF) |
|        | Sacchi (Prato) Troncato: nel 1° di..., al crescente volto di... in mezzo a tre stelle a otto punte di..., 1.2; nel 2° di..., all'acquamanile di... (citato in (19)) |
|        | Sacchi (Compiano) D'argento (?) ad un sacco posto in palo al naturale, al capo dell'impero (citato in DAlena) |
|        | Sacchi (Marengo, Alessandria) Titolo: signori di Pavone, Pietra Marazzi; consignori di Celle, Marengo D'oro, a tre bande di rosso, con il sacco d'argento, attraversante, con il capo d'oro, carico di un'aquila coronata, di nero alias D'azzurro, a tre bande di rosso, cucite, con il sacco d'oro, attraversante, con il capo d'oro, carico di un'aquila coronata, di nero (citato in (23)) |
|        | Sacchi (Cherasco) Titolo: conti di Lisio D'oro, a tre bande di rosso, con il sacco d'argento, legato, con il capo d'oro, carico di un'aquila coronata, di nero (citato in (23)) sacco di argento su 3 bande di rosso su oro - capo d'Impero (citato in LEOM) |
|        | Sacchi (Casale) Titolo: signori di Fontanile Troncato, al 1° d'oro, all'aquila di nero, al 2° bandato di rosso e d'argento, con il sacco di farina, al naturale, attraversante (citato in (23)) |
|        | Sacchi e Sacchi-Nemours (Casale) Titolo: conti Partito, di Sacchi e di Nemours (Nemorso) (citato in (23)) |
|        | Sacchi (Alessandria, Milano) Titolo: conti Troncato, con una fascia di rosso sulla troncatura, al 1° d'oro, all'aquila di nero, con la testa rivolta, al 2° d'oro, a due sbarre d'azzurro, con il sacco di farina pieno e legato, attraversante (citato in (23)) fascia di rosso su oro - aquila testa rivolta di nero su oro in alto - sacco al naturale su 2 sbarre di azzurro su oro in basso (citato in LEOM) |
|        | Sacchi (Amantea) Titolo: patrizio di Amantea d'azzurro al leone rampante di rosso (citato in (24)) leone rampante di rosso su azzurro (citato in LEOM) |
|        | Sacchi (Viterbo) (la blasonatura non è stata ancora caricata) (immagine dello Stemmario reale di Baviera.) |
|        | Sacchi (Cesena) (la blasonatura non è stata ancora caricata) (citato in BLCW) Immagine in Blasone Cesenate. |
|        | Sacchi del Lion Bianco (Firenze) D'azzurro, al monte di sei cime d'oro sormontato da un crescente rovesciato d'argento, il tutto accompagnato da tre stelle a otto punte dello stesso ordinate in capo (citato in (19)) |
|        | Sacchi Nemours (Casale Monferrato, Genova) aquila coronata di nero su oro - sacco al naturale posto in palo su 3 bande di argento su rosso - 3 gigli di argento in palo su banda di rosso su - leone rampante coronato di nero su oro (citato in LEOM) |
|        | Sacchini (Piacenza) fascia scaccata di nero e di argento (3file) su oro sormontata da - un giglio di azzurro (citato in LEOM) |
|        | Sacco (Ponderano) Bandato di rosso e d'oro, al sacco d'argento, posto in palo, caricante le pezze, con il capo d'argento, all'aquila di nero Motto: Virtute stat et labore (citato in (23)) |
|        | Sacco (Messina) di rosso, al leone d'oro (citato in (25)) |
|        | Sacconi (Montalto, Marche) Spaccato: nel 1º di azzurro alla cometa d'oro ondeggiante in palo; nel 2º di rosso a 3 monti di oro: alla fascia d'oro caricata di 2 rose di rosso, attraversante sulla partizione (citato in (4) – pag. 371) Spaccato d'azzurro e di rosso, alla fascia d'argento caricata di tre rose del secondo, attraversante sulla partizione, colla cometa d'argento nell'azzurro, e con un monte di tre cime d'oro nel rosso; con la bordura d'oro. (citato in (14) - vol. II p. 465) |
|        | Sacconi (Firenze) D'azzurro, alla banda d'oro (citato in (19)) |
|        | Sacconi (Roma, Fermo) Fascia di argento su troncato di azzurro e di rosso - cometa posta in sbarra coda a sinistra di argento su azzurro - monte a 3 cime di verde uscente dalla punta su rosso (citato in LEOM) alias 3 rose di rosso su fascia di argento su troncato di azzurro e di rosso - cometa di oro ondeggiante in palo su azzurro - monte a 3 cime di oro uscente dalla punta su rosso (citato in LEOM) |
|        | Sacconi o Sacconi del Drago (Firenze) Inquartato decussato d'argento e di rosso, al giglio bottonato e al crescente volto del secondo, rispettivamente nei due quarti del primo (citato in (19)) (DE) Silber-rot schräggeviert, im oberen Platz 1 rote Lilie, im unteren 1 zunehmender roter Halbmond (citato in KHIF) alias D'azzurro, a tre papaveri impugnati d'oro (citato in (19)) (DE) In Blau 3 naturfarbene Mohnknospen, unten durch 1 silbernes Band verbunden (citato in KHIF) alias D'azzurro, a tre spighe impugnate d'oro (citato in (19)) |
|        | Sacerdoti (Roma) 2 torri di argento in palo poste in fascia sormontate al centro da - una stella (5 raggi) di oro sull'azzurro del - troncato di azzurro e di oro - albero di quercia al naturale uscente dalla punta affiancato da - 2 mani di carnagione destra e sinistra nell'atto di benedire alla levitica tutto su oro (citato in LEOM) |
|        | Sachetti (Cesena) (la blasonatura non è stata ancora caricata) (citato in BLCW) Immagine in Blasone Cesenate. |
|        | Sachis (la blasonatura non è stata ancora caricata) (citato in DAlena) |
|        | Sachis de Bucinigo (la blasonatura non è stata ancora caricata) (citato in DAlena) |
|        | Sachs (Fiume (Croazia)) libro al naturale aperto sorgente dal mare cimato da - civetta di nero in maestà su azzurro - mantellato di argento - bastone al naturale accollato da serpente di verde su monte appuntito di verde uscente dalla partizione su argento - 4 gigli di rosso posti in doppia fascia - stella (6 raggi) dello stesso su argento (citato in LEOM) |
|        | Sacio o Saccio (Villafranca Piemonte) D'argento, a due fasce, accompagnate da tre stelle, il tutto di rosso Motto: Moro satur (citato in (23)) |
|        | Sacrati d'azzurro, al sepolcro d'argento, anellato di nero, attorniato da sei stelle (6) d'oro, poste in cinta (citato in (5) – pag. 158) |
|        | Sacrati (Cesena) (la blasonatura non è stata ancora caricata) (citato in BLCW) Immagine in Blasone Cesenate. |
|        | Sacrati (Roma) (la blasonatura non è stata ancora caricata) (Immagine nell' Archivio Storico Capitolino (PDF) (archiviato dall'url originale il 4 marzo 2016).) |
|        | Sacripante (Narni, Roma) Titolo: Nobili di Narni troncato: il 1º d'azzurro a due cipressi al naturale, nodriti nella linea di troncatura, sormontati da una cometa ondeggiante in palo fra due stelle (6) il tutto d'oro; il 2º fasciato di rosso e d'azzurro di quattro pezzi, le fasce azzurre cariche ognuna di un giglio d'oro (citato in GUCA – pag. 155 e in DAlena) 2 alberi cipressi uscenti dalla troncatura di verde affiancati da - 2 stelle (6 raggi) di oro e divisi da una cometa ondeggiante in palo dello stesso tutto su azzurro - 2 gigli posti in palo di oro sull'azzurro del fasciato di rosso e di azzurro (4 pezzi) (citato in LEOM) |
|        | Sacripante Vitutii (Roma, Narni) 2 alberi cipressi uscenti dalla troncatura di verde affiancati da - 2 stelle (6 raggi) di oro e divisi da una cometa ondeggiante in palo dello stesso tutto su azzurro - 2 gigli posti in palo di oro sull'azzurro del fasciato di rosso e di azzurro (4 pezzi) - fascia ondata di azzurro su oro cimata da un giglio di giardino di rosso (citato in LEOM) |
|        | Sacripanti (Roma) (troncato: il 1º d'azzurro a due cipressi al naturale, nodriti nella linea di troncatura, sormontati da una cometa ondeggiante in palo fra due stelle (6) il tutto d'oro; il 2º fasciato d'oro e d'azzurro di quattro pezzi, le fasce azzurre cariche ognuna di un giglio d'oro) (Immagine nella Raccolta stemmi Trippini (JPG).) (Immagine nell' Archivio Storico Capitolino (PDF).) |
|        | Sacripanti (Cesena) (la blasonatura non è stata ancora caricata) (citato in BLCW) Immagine in Blasone Cesenate. |
|        | Sacripanti Vituzi (Roma) (la blasonatura non è stata ancora caricata) (Immagine nell' Archivio Storico Capitolino (PDF).) |

### Sad
| Stemma | Casato e blasonatura                                                                                          |
| ------ | --- |
|        | Sadoleto (Cesena) (la blasonatura non è stata ancora caricata) (citato in BLCW) Immagine in Blasone Cesenate. |

### Saf
| Stemma | Casato e blasonatura |
| ------ | --- |
|        | Saffi (Roma, Forlì) aquila coronata di nero su oro - monte a 3 cime di oro uscente dalla punta cimato da una cometa dello stesso ondeggiante in palo tutto su azzurro (citato in LEOM) |

### Sag
| Stemma | Casato e blasonatura |
| ------ | --- |
|        | Sagariga (Sicilia) d'argento, con uno scoglio di verde piantato in un mare movente dalla punta (citato in (28)) Notizie storiche in Famiglie nobili di Sicilia. |
|        | Sagarriga (Molfetta) d'oro, a due rami di quercia intrecciati al naturale (arma antica) alias di rosso, al leone al naturale coronato d'oro, nascente da due rami di palma intrecciati e riuniti in punta (arma moderna) Cimiero: un leone nascengte (citato in ) |
|        | Sagarriga e Sagarriga Visconti (Bari, Giovinazzo) Titolo: patrizio di Bari, nobile di Giovinazzo d'oro al leone coronato del campo ed accompagnato in punta da due rami di palma, il tutto al naturale (citato in (24)) leone rampante al naturale coronato di oro su oro accompagnato in punta da - 2 foglie di palma al naturale incrociate una in banda e una in sbarra su oro (citato in LEOM)                       |
|        | Sagarriga Visconti (Bari) Serpente (citato in DAlena) |
|        | Saggese (Foggia) (la blasonatura non è stata ancora caricata) (citato in DAlena) |
|        | Sagna (Castel di Sangro, Torino) Titolo: baroni D'argento, a tre pali di rosso Motto: Sanguine potior (citato in (23)) |
|        | Sagramoso (Verona, Milano) Titolo: marchesi di Serralunga di Crea Inquartato, al 1° e 4° d'oro, all'aquila di nero, coronata del campo, caricata in cuore da un sole, pure d'oro, figurato e raggiante; al 2° e 3° controinquartato di rosso e d'argento (citato in (23)) sole raggiante di oro su - aquila di nero coronata di oro su oro - inquartato di rosso e di argento (citato in LEOM) Motto: Sacra musa canente |
|        | Sagrestani (Firenze) D'azzurro, al destrocherio di carnagione vestito d'argento, tenente in palo una chiave dello stesso, con l'anello in basso; il tutto sormontato da una stella a otto punte di... alias D'azzurro, al destrocherio di carnagione armato d'argento, tenente in palo una chiave dello stesso, con l'anello in basso; il tutto sormontato da una stella a otto punte di... (citato in (19))             |

### Sai
| Stemma | Casato e blasonatura |
| ------ | --- |
|        | Saibante (Verona, Venezia, Genova) braccio destro armato uscente dalla partizione interna a guisa di angolo retto afferrante con la mano di carnagione una spada al naturale posta in banda su rosso - sbarrato di argento e di nero - capo d'Impero (citato in LEOM) |
|        | Saija (Messina) d'oro, a tre torce al naturale accese di rosso, impugnate e legate d'azzurro (citato in (25)) mazzo di 3 candele di argento accese di rosso legate da un nastro di azzurro tutto su oro (citato in LEOM)                                              |
|        | Sainati (Pescia) Fasciato di sei pezzi d'argento e d'azzurro, al castello turrito di tre pezzi attraversante di..., accompagnato ai lati da due stelle a otto punte d'argento, poste nel primo pezzo d'azzurro (citato in (19))                                       |
|        | Saint Pierre (Spagna, Nizza) Titolo: baroni di Nieubourg D'azzurro, allo scaglione scanalato, accompagnato da tre speroni rovesciati, il tutto d'oro (citato in (23))                                                                                                 |
|        | Saint Pierre (Nizza (Francia)) 2 croci patenti in palo di rosso - affiancate da 2 chiavi dello stesso in palo ingegni all'esterno su argento (citato in LEOM) |
|        | Saint Priest (Lione) Cinque punti d'oro equipollenti a quattro d'azzurro (citato in DAlena) |
|        | Saissi o Saisi (Nizza) Titolo: consignori di Castelnuovo D'azzurro, alla rupe, con tre semprevivi, d'oro, nutriti su una roccia di tre cime, al naturale, e sormontati da una stella, d'oro (citato in (23))                                                          |

### Sala
| Stemma | Casato e blasonatura |
| ------ | --- |
|        | Sala troncato: nel 1º di rosso; nel 2º d'argento seminato di scudetti d'azzurro, accollati in tre fasce sovrapposte l'una sull'altra (citato in (3) ) |
|        | Sala (Bologna) Di rosso, alla sala di veicolo d'argento; colla bordura di nero, caricata di dieci bisanti d'oro. |
|        | Sala (Bra) Troncato, al 1° d'oro, alla sbarra d'argento, carica di tre stelle d'oro, il tutto cucito, al 2° d'argento, al castello di rosso con […] bisanti d'oro, cuciti, posti fra le torri Motto: Unita fortior (citato in (23)) |
|        | Sala (Chivasso) Troncato d'oro e di rosso, con il capo di rosso, a tre stelle d'argento, male ordinate Motto: In tenebris lucet (citato in (23)) |
|        | Sala (Messina, Palermo, Agrigento, Marsala) di rosso, a tre mezze colonne a base d'argento, poste 1 e 2 (citato in (25) e in (28)) alias d'azzurro, alla colomba posata d'argento, tenente col becco un giglio d'oro (citato in (25)) Notizie storiche in Famiglie nobili di Sicilia. |
|        | Sala (Cesena) (la blasonatura non è stata ancora caricata) (citato in BLCW) Immagine in Blasone Cesenate. |
|        | Salacchi (Siena) Partito: nel 1° d'oro, a quattro fasce d'azzurro; nel 2° d'azzurro, alla fascia d'oro accompagnata da due pesci natanti dello stesso (citato in (19)) |
|        | Saladini D'azzurro, allo scaglione d'oro caricato di un pino di verde nodrito sopra un monte di cinque cime ordinate in fascia dello stesso, accompagnato da tre stelle d'oro; il tutto sormontato da quattro gigli d'oro tra i pendenti di un lambello dello stesso (citato in (15) ) |
|        | Saladini (Ascoli Piceno, Fano, Roma) albero di pino di verde su monte a 5 cime ristrette dello stesso su scaglione di oro accompagnato da - 3 stelle (6 raggi) dello stesso poste 2,1 su azzurro - 4 gigli di oro separati da 5 gocce di un lambello di rosso su azzurro in capo (citato in LEOM) |
|        | Saladini (Firenze) D'azzurro, allo scaglione d'oro accompagnato da tre stelle a otto punte dello stesso, 2.1, e caricato di un albero di verde nodrito su un monte di sei cime dello stesso (citato in (19)) |
|        | Saladini (Siena) D'argento, a tre fasce ondate di rosso (citato in (19)) |
|        | Saladini (Lucca) D'argento, alla pianta di panico sradicata di tre steli di verde, e spigata di tre pezzi al naturale; e alla fascia attraversante d'azzurro caricata di tre stelle a otto punte d'oro (citato in (19)) |
|        | Saladini o Saladini del Lion Rosso (Firenze) Di rosso, alla fascia sormontata da tre stelle a otto punte ordinate in capo, e accompagnate in punta da un monte di sei cime, il tutto d'oro (citato in (19)) alias (DE) In Rot 1 goldener Balken, begleitet oben von 3 achtstrahligen goldenen Sternen, 1:2 gestellt, unten von 1 schwebenden goldenen Sechsberg (citato in KHIF) |
|        | Saladini (Firenze) D'azzurro, alla banda d'argento (citato in (19)) |
|        | Saladini (Cesena) (la blasonatura non è stata ancora caricata) (citato in BLCW) Immagine in Blasone Cesenate. |
|        | Saladini Pilastri (Ascoli Piceno, Cesena) albero di pino di verde su monte a 5 cime ristrette dello stesso su scaglione di oro accompagnato da - 3 stelle (6 raggi) dello stesso poste 2,1 su azzurro - 4 gigli di oro separati da 5 gocce di un lambello di rosso su azzurro in capo (sulla prima partizione) - pilastro di argento su terrazzo di verde bordato di argento su rosso - 3 stelle (6 raggi) di oro poste 1,2 su azzurro in capo (sulla seconda partizione) (citato in LEOM) |
|        | Saladino (Sicilia) Titolo: barone di Valguarnera, Milici d'oro, alla fascia di rosso sostenente un albero di palma naturale, accompagnata in punta da una testa di moro attorcigliata di rosso (citato in (25) e in (28)) Corona di barone Notizie storiche in Famiglie nobili di Sicilia. |
|        | Salai (Abruzzo) D'azzurro a due gigli d'oro ordinati in fasci (citato in DAlena) |
|        | Salamandri o Cennini (Sarteano) Titolo: marchesi (la blasonatura non è stata ancora caricata) (citato in BNDD) Immagine ne L'araldica sarteanese nei secoli. |
|        | Salamon (Venezia) fusato di 37 pezzi in isbarra d'argento e di rosso (citato in GUCA – pag. 278, in (5) - pag. 131 e in DAlena) |
|        | Salamon losangato d'argento e di rosso (citato in GUCA - pag. 346, in (5) – pag. 140 e in DAlena) |
|        | Salamon fusato in fascia di rosso e d'argento (citato in (4) – Vol. II pag. 30) |
|        | Salamone o Salomone (Nicosia, Sutera, Licata, Palermo) Titolo: barone di Salinella, Montegrosso, Pietravina, Belvedere; duca di Albafiorita partito, nel 1° d'azzurro a tre bande d'oro; nel 2° d'azzurro alla sbarra d'oro e il palo dello stesso attraversante sulla partizione (citato in (25)) partito; nel 1° d'azzurro, con tre bande d'oro; nel 2° del primo con una sbarra d'oro, ed un palo dello stesso soprastante sul tutto (citato in (28)) alias Partito nel 1° d'azzurro, al braccio destro armato al naturale, impugnante una spada d'argento manicata d'oro, alta in banda; nel 2° di verde al semivolo d'argento movente dalla partizione e due triangoli d'oro vuoti ed intrecciati (citato in (25)) partito; nel 1° d'azzurro, col braccio destro d'argento semivestito di rosso, impugnante una spada d'argento manicata d'oro, alta in banda; nel 2° di verde con un mezzo volo d'argento movente dalla partizione, semidiviso, interzato in fascia d'oro, d'argento e di rosso, ed il gruppo di Salomone d'oro sopraposto sul capo della partizione (citato in (28)) alias di verde, alla punta d'oro posta in banda uscente dall'angolo sinistro della punta, caricata da tre bande di rosso, ritirate dal lembo destro della punta; questa sormontata, nel punto del capo da due triangoli d'oro, vuoti ed intrecciati ed accompagnati, a sinistra da un semivolo d'argento, sinistro, sormontato da una stella [8] dello stesso (citato in (25)) Cimiero: due braccia vestite di nero tenenti con le mani di carnagione il gruppo di Salomone di nero Motto: Nec vi nec metu Notizie storiche in Famiglie nobili di Sicilia. Ulteriori notizie storiche in Famiglie nobili di Sicilia. |
|        | Salamoni (Ovada) D'azzurro, al leone rivoltato di rosso, tenente tra le branche una stella di sei raggi d'oro (citato in STOV) |
|        | Salamucci (Cesena) (la blasonatura non è stata ancora caricata) (citato in BLCW) Immagine in Blasone Cesenate. |
|        | Salaris (Cuglieri, Sassari, Cagliari, Milano, Vilalsor, Bologna) Partito: nel 1° di verde allo scudo partito controfasciato d'argento, di rosso e d'oro, caricato di uno scudetto di verde alla banda d'oro accompagnata da 3 gigli dello stesso, uno in capo e due in punta, sostenuto da 2 leoni al naturale, affrontati. Nel 2° di verde alla montagna uscente dal mare e sostenente un'aquila volante, il tutto al naturale (citato in DAlena) banda di oro accompagnata da 3 gigli uno a destra in alto e 2 posti in fascia a sinistra in basso dello stesso su scudetto di verde sostenuto da - 2 leoni controrampanti al naturale su - scudo controfasciato di argento di rosso e di oro (3file) su verde - aquila sorante su monte appuntito su mare fluttuoso di azzurro tutto al naturale su verde (citato in LEOM) |
|        | Salarolo (Cesena) (la blasonatura non è stata ancora caricata) (citato in BLCW) Immagine in Blasone Cesenate. |
|        | Salazar (Napoli, Vaglio Basilicata, Cagliari, Torino, Roma, Catanzaro, Sicilia) Titolo: nobili, conti di rosso, a 13 stelle (8) d'oro poste 3, 3, 3, 3, 1 (citato in DAlena e in Gens Catherina de terra Balii) alias di rosso a tredici stelle d'oro poste in palo 4, 5, 4 (citato in (24)) alias di rosso, a tredici stelle d'oro, poste 1, 3, 3, 3 e 3 (citato in (25)) alias di rosso con dodici stelle d'oro 3, 3, 3 e 3 (citato in (28)) Notizie storiche in Famiglie nobili di Sicilia. |
|        | Salazar (Milano, Spagna) 13 stelle (8 raggi) di oro poste in triplo palo di 4, 5, 4 unità su rosso - bordura di azzurro caricata di 6 torri di oro merlate alla ghibellina poste ai lati su doppio palo (citato in LEOM) |
|        | Salazar (Cagliari) 13 stelle (6 raggi) di oro poste in quadrupla fascia più uno su rosso (citato in LEOM) |
|        | Salazar o De Salazar (Napoli, Roma, Catanzaro) 13 stelle (5 raggi) di oro poste in quadrupla fascia più uno su rosso (citato in LEOM) |

### Sald
| Stemma | Casato e blasonatura |
| ------ | --- |
|        | Saldanieri (Toscana) (DE) Innerhalb 1 mit anstoßenden roten Rauten belegten blauen Schildbords schwarz-silbernes Dornenfeh (citato in KHIF) |

### Sale
| Stemma | Casato e blasonatura |
| ------ | --- |
|        | Sale o Salis (Asolo) D'azzurro alla stella (8) d'oro (citato in DAlena) |
|        | Sale (Sale, Tortona) D'argento, all'albero di verde, terrazzato dello stesso alias D'oro, al leone di rosso, tenente (tra le branche anteriori e la destra posteriore) una croce latina, dello stesso alias D'azzurro, all'albero di prugna, abbracciato da un leone coronato, d'oro, sostenuti da una campagna, di verde alias Partito, al 1° d'azzurro, all'albero di prugna, abbracciato da un leone coronato, d'oro, sostenuti da una campagna di verde, al 2° d'oro, al leone di rosso, tenente (tra le branche anteriori e la destra posteriore) una croce latina, dello stesso (citato in (23)) |
|        | Sale (Bassano del Grappa) monte a 3 cime di rosso uscente dalla punta cimato da - una croce patriarcale caricante un cerchio il tutto troncato di argento e di rosso su troncato di rosso e di argento (citato in LEOM) |
|        | Sale (Vicenza, Milano) luna montante di argento accompagnata da - 3 stelle (8 raggi) di oro poste 2,1 tutto su azzurro (citato in LEOM) |
|        | Salernitano (Molise) Spaccato: nel 1° d'argento, al monte di tre cime di rosso, movente dal lato sinistro, colla stella crinita dello stesso, posta nel cantone destro; nel 2° d'argento a tre fasce d'azzurro (citato in DAlena) |
|        | Salerno di Napoli e Sicilia (Torino) Giurisdizioni, feudi e titoli principali: Conti e Duchi Sovrani di Lucca, Marchesi Sovrani di Toscana con la Corsica (I Dinastia) e Duchi Sovrani d'Italia, Conti di Laurino, Conti Palatini di Spoleto, Conti Palatini di Salerno e Principi Sovrani di Salerno - con tutte le giurisdizioni, i feudi e i titoli di pertinenza della VI e ultima Dinastia Sovrana: Duchi di Puglia, Duchi di Calabria, Duchi di Amalfi, Duchi di Gaeta, Principi di Capua, ecc..-, Conti di Lauro, Signori di Castellammare, Signori di Castelmagno, Signori di Castelmandra, Signori di Castiglione, Signori di San Mango, Conti de Salerno, Signori della Ganzaria, Consignori di Placea, Baroni del Mezzograno, Baroni di San Nicolò, Baroni di Milici, Baroni Salerno, Principi di San Pio delle Camere. D'azzurro, al leone rivoltato, sostenuto da una roccia di tre cime e accompagnato da tre stelle ordinate in capo; alla sbarra attraversante sul leone; il tutto d'oro. (citato in CROD, Vol. II, Pisa, 1888, pag. 469, (14), in NOYA, pag. 171, in NBSC Famiglie nobili di Sicilia. (28), tratto da BLSC, Appendice Generale alle Tavole, Tav. 93) D'azur au lion ramp. et cont. sotenu d'une rocher de trois coupeaux et acc. de trois étoiles (5), rangées en chef; à la barre, br. sur le lion; le tout d'or. (citato e riprodotto in RIET) d'azzurro al leone rivoltato, fermo su di un monte a tre cime con un bastone posto in sbarra attraversante sul leone, con tre stelle in capo, ordinate in fascia; il tutto d'oro. (citato in PGLD pag. 30 nota 114) d'azzurro, al leone rivolto d'oro, sostenuto da un monte a tre cime movente dalla punta, attraversato dalla traversa e sormontato da tre stelle, ordinate nel capo; il tutto dello stesso (citato in GLLP, Cap. II, pag. 246 e in MNGO Mango(25)) Motto: O d'ogni riverenza, e d'honor degno. (citato in PGLM, pag. 92) Sostegno: L'aquila bicipite imperiale d'Asburgo. alias d'azzurro a tre sbarre d'oro, col capo di rosso, caricato da tre crescenti d'argento, sostenuto da una riga d'oro (citato in BLSC, pag. 333-334, Tav. LXVI. 8, riportato in MNGO Mango (25) e in NBSC Famiglie nobili di Sicilia.(28)) |
|        | Salerno (Cremona) di rosso, a tre bande d'azzurro (Immagine nella Raccolta stemmi Trippini (JPG).) |
|        | Salerno (Cremona) bandato di rosso e d'azzurro (citato in BLCR) Immagine in Blasonario Cremonese (archiviato dall'url originale il 6 marzo 2017). |
|        | Saletta (Montiglio, Casale) Titolo: consignori di Celle, Colcavagno, Sala D'azzurro, all'elefante d'argento, con proboscide e zanne d'oro, con la torre sul dorso, di rosso, appoggiata su una gualdrappa, d'oro, l'elefante passante sulla campagna, di verde alias D'azzurro, all'elefante, con la torre sul dorso, d'argento, passante sulla campagna, di verde Motto: Infestus infestis (citato in (23)) |
|        | Saletta (Chieri) Troncato di rosso e d'argento, all'aquila di nero, attraversante (citato in (23)) |
|        | Saletta (Torino, Roma) Titolo: conti D'azzurro all'elefante, fermo sulla campagna cucita di verde, sostenente sul dorso una torre quadrata, il tutto al naturale (citato in (23)) elefante fermo portante una torretta tutto al naturale su terrazzo di verde uscente dalla punta su azzurro (citato in LEOM) |
|        | Saletti o Saliceti (Sicilia) (d'oro, alla croce doppiomerlata di verde) (citato in (25)) |

### Sali
| Stemma | Casato e blasonatura |
| ------ | --- |
|        | Sali (Prato, Firenze) D'argento, al cane rampante di nero, collarinato di rosso alias D'argento, al cane rampante di nero, collarinato di rosso, con una croce di Santo Stefano posta in capo (citato in (19)) |
|        | Sali (Toscana) (DE) In Gold 1 silbern behalsbandeter blauer Hund (citato in KHIF) |
|        | Sali (Toscana) (DE) 1 Zwillingsschrägbalken, begleitet von 2 schrägrechts nach oben gewendeten Halbmonden oder durch 1 bordierten Schrägbalken schräggeteilt, in beiden Plätzen je 1 schrägrechts nach oben gewendeter Halbmond (citato in KHIF) |
|        | Saliceti (Monferrato) Titolo: consignori di Castelletto Merli, Castelvello, Ceresole e Palermo, Ponzano D'argento, alla croce doppio merlata, di verde (citato in (23)) |
|        | Salici (Cesena) (la blasonatura non è stata ancora caricata) (citato in BLCW) Immagine in Blasone Cesenate. |
|        | Salier de la Tour partito di verde e di nero, al cavallo inalberato d'argento (Immagine nella Raccolta stemmi Trippini (JPG).) |
|        | Salimbene (Viterbo) (la blasonatura non è stata ancora caricata) (immagine dello Stemmario reale di Baviera.) |
|        | Salimbeni di rosso, a tre fusi d'oro (citato in (4) - Vol. I pag. 525 (di rosso a tre losanghe d'oro) e in (5) – pag. 131) |
|        | Salimbeni o Salimei (Modena, Roma) 3 losanghe poste 2,1 di oro su rosso (citato in LEOM) |
|        | Salimbeni (Cesena) (la blasonatura non è stata ancora caricata) (citato in BLCW) Immagine in Blasone Cesenate. |
|        | Salimbeni (Firenze) Di..., a due scaglioni di..., accompagnati da tre stelle a otto punte di..., due nei cantoni del capo e una in punta (citato in (19)) |
|        | Salimbeni (Pisa) Di nero, a tre fasce d'oro, e alla banda attraversante di rosso (citato in (19)) |
|        | Salimbeni (Siena, Firenze) Di rosso, a tre losanghe d'oro, 2.1 alias Di rosso, a sei losanghe d'oro, 3.2.1 (citato in (19)) |
|        | Salimbergo (Udine) ventaglio di oro aperto a 12 stecche su rosso (citato in LEOM) |
|        | Salimbucci (Cesena) (la blasonatura non è stata ancora caricata) (citato in BLCW) Immagine in Blasone Cesenate. |
|        | Salina (Bologna) torre quadrata al naturale su terrazzo dello stesso sormontata da - 3 gigli di oro divisi da 4 gocce di un lambello di rosso tutto su azzurro - aquila di nero su oro in capo (citato in LEOM) |
|        | Salina Amorini Bolognini (Bologna) torre quadrata al naturale su terrazzo dello stesso sormontata da - 3 gigli di oro divisi da 4 gocce di un lambello di rosso tutto su scudetto di azzurro con il capo di oro caricato di una aquila di nero su - 3 stelle (6 raggi) di oro poste in banda su rosso - capo d'Angiò (sul primo e quarto quarto) - stambecco rampante di azzurro caricato sulla spalla di un giglio di oro tutto su oro - capo d'Angiò (sul secondo e terzo quarto) (citato in LEOM) |
|        | Salinas de Hermosa (Spagna) Titolo: signori di Baldissero, Castelnuovo Calcea Partito, al 1° d'oro, a sei rondelle, poste in palo, le cinque in basso di rosso, quella in altro d'azzurro, sormontate da tre gigli d'argento, cuciti, posti in fascia, al 2° d'azzurro, al ponte d'argento, sostenente un castello d'oro alias Inquartato, di rosso, al castello d'oro, e d'oro, al giglio d'azzurro alias Partito, al 1° di rosso, a cinque (tre) falci d'argento, (manicate d'oro), al 2° d'argento, a cinque gigli d'azzurro, posti in decusse, il tutto con la bordura di rosso, carica di otto crocette di Sant'Andrea, d'oro alias inquartato, al 2° di verde, alla pigna d'oro, al 2° e 3° d'argento, a due lupi passanti di nero, posti in palo, al 4° di rosso, al castello d'oro (il tutto con la bordura d'azzurro, carica di cinque gigli, d'oro) (citato in (23)) |
|        | Salincorni (Pistoia) Fasciato di sei pezzi di verde e di rosso (citato in (19)) |
|        | Salino (Cavaglià, Torino) Titolo: conti D'azzurro, alla banda d'oro ripiena di rosso, accompagnata da due saliere d'argento, con il capo d'oro, carico di un'aquila coronata, di nero (citato in (23)) banda di rosso bordata di oro accompagnata da - 2 saliere poste in sbarra di argento tutto su azzurro - aquila coronata di nero su oro in capo (citato in LEOM) |
|        | Salis (Ales, Masullas) D'azzurro al monte sulla pianura erbosa, il tutto al naturale con un sole d'oro nel punto del capo (citato in DAlena) monte pizzuto uscente da terrazzo tutto di verde sormontato da -un sole raggiante di oro tutto su azzurro (citato in LEOM) |
|        | Salis (Tirano, Milano) albero di salice di verde sradicato su oro - bandato di argento e di rosso (citato in LEOM) |
|        | Salis o Salis Zizers (Tirano, Milano) albero di salice sradicato di verde su oro - palato di rosso e di argento (citato in LEOM) |
|        | Saliti (Firenze) D'azzurro, alla banda d'oro caricata di tre uccelli posati al naturale (citato in (19)) (DE) In Blau 1 goldener Schrägbalken, senkrecht zur Figur belegt mit 3 schreitenden schwarzen Vögeln (citato in KHIF) |

### Sall
| Stemma | Casato e blasonatura |
| ------ | --- |
|        | Sallier o Sallier de la Tour (Torino) cavallo rampante di argento su partito di nero e di verde (citato in LEOM) |
|        | Sallier de la Tour (Tourmon, Torino, Roma, Ginevra) Titolo: marchesi di Cordon; conti di Boringes; baroni di Bourdeau, Chevron, Combloux, Gilly; consignori di Mègève Partito di verde e di nero (o di nero e di verde), al cavallo d'argento spaventato alias di rosso, al cavallo d'argento spaventato Motto: Post funera laetor (citato in (23)) |
|        | Sallier de la Tour o Sallier de la Tour de Calvello o Sallier de la Tour Corio (Torino, Palermo) Titolo: principi di Castelcicala; nobili dei conti; nobili dei marchesi di Cordon Partito di Sallier e di Ruffo, che è troncato cuneato d'argento e di nero, il primo a tre conchiglie al naturale, ordinate in fascia (citato in (23) e in (26)) cavallo rampante di argento su partito di nero e di verde - 3 conchiglie al naturale poste in fascia sull'argento del - troncato inchiavato di argento e di nero (citato in LEOM) Motto: Post funera laetor |
|        | Sallier de la Tour (Torino, Orio Canavese, Palermo, Napoli) Titolo: nobili dei marchesi di Cordon; nobili dei baroni di Chevron; nobili dei signori di Bourdeau; duchi di Calvello; duchi Inquartato, al 1° e 4° di Corio, che è troncato, sopra di rosso, al leone d'oro, nascente dalla troncatura, sotto d'argento, a due C d'azzurro, fiorate e intrecciate, al 2° e 3° di Ruffo, che è troncato cuneato d'argento e di nero, sul tutto di Sallier Motto: Post funera laetor (citato in (23))                                                              |

### Salm
| Stemma | Casato e blasonatura |
| ------ | --- |
|        | Salmatoris o Salmour (Cherasco) Titolo: conti di Lequio, Villar del Varo; signori di Caraglio, Pollenzo, Salmour; Savigliano; consignori di Lisio, Marene, Romanisio, Valfenera Di rosso, al leone d'argento, linguato e armato di nero alias Inquartato, al 1° e 4° di rosso, al leone d'argento, linguato e armato di nero, al 2° e 3° di nero, alla croce scorciata, d'argento (di Rossillon) Motto: Chacun son tour (citato in (23)) |
|        | Salmazza o Salmatia o De Sarmatia (Casale, Valenza) Titolo: signori di Sarmazia Di nero, al castello, di rosso, cucito, aperto d'azzurro, sostenente un'aquila, pure di rosso (citato in (23)) |
|        | Salmi (Pesaro) nastro svolazzante di rosso caricato del motto in lettere maiuscole di argento "NE SILEAT" su troncato di azzurro e di oro - arpa di oro accompagnata da - 3 comete dello stesso poste 1,2 su azzurro - elmo al naturale rivolto piumato di 5 penne di rosso su oro (citato in LEOM) |
|        | Salmuli (Pisa) Di rosso, alla rotella d'argento caricata di tre rametti impugnati di verde (citato in (19)) |

### Salo
| Stemma | Casato e blasonatura |
| ------ | --- |
|        | Salo di rosso, a tre ferri di lancia rintuzzati d'argento (citato in (5) – pag. 152) |
|        | Salomone o Salamone o Salomoni (Vercelli) Titolo: conti di Lachelle, Larizzate, Serravalle, Sessant; consignori di Altavilla, Bornate, Caresana, Rosignano, Terruggia D'oro, alla fascia di rosso, con il capo d'oro, cucito, carico di un'aquila coronata, di nero alias Di rosso, alla fascia d'oro, con il capo d'oro, carico di un'aquila coronata, di nero Motto: M. P. S. (citato in (23)) |
|        | Salomone o Salamone o Salomoni (Benevagienna) D'oro troncato, all'aquila coronata, di nero, e a due fasce di rosso (citato in (23)) |
|        | Salomone o Salamone o Salomoni (Fossano) D'oro, a due fasce di rosso, con il capo d'oro, cucito, carico di un'aquila coronata, di nero Motto: M. P. S. (citato in (23)) |
|        | Salomone (Nicosia) Titolo: baroni di rosso alla croce d'oro accompagnata nel primo cantone da due triangoli equilateri dello stesso, contrapposti ed agganciati, nel 2° una stella d'argento, nel 3° un semivolo d'oro; nel 4° da una punta d'oro posta in banda ed uscente dall'angolo inferiore dello scudo e caricata di tre bande del campo ritirate verso il lembo destro (citato in (24)) croce di oro su rosso accantonata da - 2 triangoli intrecciati di oro formanti la stella di Davide in alto a sinistra - stella (8 raggi) di argento in alto a destra - ala spiegata di oro in basso a sinistra - 3 bande ristrette di rosso su punta di oro uscente dall'angolo destro in basso Salomone (citato in LEOM) |
|        | Salomoni losangato d'argento e di rosso (citato in (5) – pag. 48) |
|        | Salomoni (Dalmazia) losangato in sbarra di argento e di rosso (citato in LEOM) |
|        | Salone di azzurro al destrocherio movente dal lembo sinistro manicato d'argento e tenente con la mano di carnagione tre ramoscelli di ulivo (citato in (4) – Vol. I pag. 521) |
|        | Salonesi (Venezia) fascia spezzata di verde la metà sinistra abbassata e la metà destra alzata i cui angoli si toccano su oro (citato in LEOM) |
|        | Salonia (Noto, Modica, Scicli, Siracusa, Messina) Titolo: barone di Renda, barone di Giummaria d'azzurro, alla torre d'oro aperta del campo merlata di tre pezzi, piantata sopra una campagna di verde (citato in (25) e in (28)) Corona di barone Notizie storiche in Famiglie nobili di Sicilia. e in Mario Pluchinotta, Blasonario della Contea di Modica, Siracusa, 1934, p. 90 e nn. 1-2) |
|        | Salottolo (Molise) (la blasonatura non è stata ancora caricata) (citato in DAlena) |

### Salt
| Stemma | Casato e blasonatura |
| ------ | --- |
|        | Saltamacchi (Firenze) D'azzurro, alla banda di rosso accostata superiormente da tre ricci passanti con al di sopra due stelle a otto punte, e inferiormente da tre stelle a otto punte con al di sotto due ricci passanti; il tutto d'oro e posto ordinato nel senso della pezza (citato in (19)) |
|        | Saltano (Molise) (la blasonatura non è stata ancora caricata) (citato in DAlena) |
|        | Salterelli (Firenze) Di rosso, alla rotella d'azzurro, bordata d'oro e caricata di un monte di sei cime d'oro, cimato da una croce latina dello stesso (citato in (19)) (DE) In Rot 1 goldbordierte blaue Scheibe, belegt mit 1 Sechsberg, dieser besetzt mit 1 goldenen Hochkreuz (citato in KHIF) alias (DE) In Rot innerhalb 1 goldenen Rings 1 goldener Sechsberg, besetzt mit 1 goldenen Hochkreuz (citato in KHIF) |
|        | Salti (Firenze) Di..., alla banda di... caricata di una stella a otto punte di... (citato in (19)) |
|        | Saltini (Firenze) D'oro, a tre rose di rosso, 2.1; e al capo d'azzurro caricato di tre gigli d'oro ordinati fra i quattro pendenti di un lambello dello stesso (citato in (19)) |
|        | Saltini (Modena) sole raggiante di oro in abisso accompagnato da - 3 stelle (6 raggi) dello stesso poste 2,1 tutto su azzurro (citato in LEOM) |
|        | Saltino (Torino) D'argento, a sei scacchi d'azzurro (3, 2, 1?) (citato in (23)) |

### Salu
| Stemma | Casato e blasonatura |
| ------ | --- |
|        | Salua (Cesena) (la blasonatura non è stata ancora caricata) (citato in BLCW) Immagine in Blasone Cesenate. |
|        | Saluard (Tarantasia, Aosta) Di nero, a tre scaglioni, accompagnati da tre rose, il tutto d'argento, le rose bottonate d'oro Motto: Post nebulam phoebus (citato in (23)) |
|        | Salucci (Siena, Livorno) D'azzurro, all'albero di pino sradicato e fruttifero al naturale, accollato al tronco da una biscia dello stesso, e accompagnato in capo da tre stelle a sei punte d'oro, ordinate fra i quattro pendenti di un lambello dello stesso alias D'azzurro, all'albero di pino sradicato e fruttifero al naturale, accollato al tronco da una biscia dello stesso, e accompagnato in capo da tre stelle a otto punte d'oro, ordinate fra i quattro pendenti di un lambello dello stesso (citato in (19)) |
|        | Salucci (Firenze) Troncato d'oro e d'azzurro, alla branca di leone uscente da sinistra e tenente un ramo d'olivo fogliato e fruttifero, il tutto al naturale e attraversante sulla troncatura (citato in (19)) |
|        | Salucci (Firenze) Inquartato di... e di..., alla croce di sant'Andrea attraversante accantonata da quattro stelle a otto punte, il tutto dell'uno all'altro alias D'azzurro, alla croce di sant'Andrea di rosso, accantonata da quattro stelle a otto punte d'oro (citato in (19)) |
|        | Salucci (Firenze) Partito d'argento e di rosso, a quattro crescenti montanti, 1.2.1, quello in capo e quello in punta dell'uno all'altro, e i due ai lati dell'uno nell'altro (citato in (19)) |
|        | Salucci o Salucci della Vipera (Toscana) (DE) In Blau 1 schwebender waagschnittiger goldener Gegensparren, allseits begleitet von 4 roten Rosen (citato in KHIF) |
|        | Salucci delle Stelle o Salucci delle Stelle del Lion Nero (Firenze) D'azzurro, all'albero sradicato al naturale, con il tronco accollato da una biscia dello stesso; il tutto sormontato da tre stelle a otto punte d'oro ordinate fra i quattro pendenti di un lambello dello stesso (citato in (19)) alias (DE) In Blau 1 grüner Laubbaum mit goldenem, von 1 naturfarbenen Schlange umwundenen Stamm, überhöht von 1 vierlätzigen goldenen Turnierkragen, dieser zwischen den Lätzen begleitet von je 1 sechsstrahligen goldenen Stern (citato in KHIF) |
|        | Salussolia Titolo: nobili D'azzurro, alla torre al naturale, fondata sul maggiore di tre monti di verde, muoventi dalla campagna dello stesso, la torre sostenente un'aquila coronata, d'oro, accompagnata da due gigli dello stesso, uno a destra, l'altro a sinistra del capo (citato in (23)) |
|        | Salutati (Pescia, Pistoia, Firenze) D'azzurro, alla branca di leone posta in palo, in mezzo a quattro stelle a otto punte, 2.2, e sormontata da un giglio, il tutto d'oro (citato in (19)) alias D'azzurro, alla branca di leone posta in palo, in mezzo a quattro stelle a otto punte, 2.2, e tenente un giglio, il tutto d'oro (citato in (19)) (DE) In Blau 1 senkrecht gelegte abgerissene silberne Löwenpranke, 1 goldene Lilie haltend und begleitet von 4 2:2 gestellten achtstrahligen goldenen Sternen (citato in KHIF) alias D'azzurro, alla branca di leone posta in banda, in mezzo a quattro stelle a otto punte, 2.2, e sormontata da un giglio, il tutto d'oro (citato in (19)) alias D'azzurro, alla branca di leone posta in banda, in mezzo a quattro stelle a otto punte, 2.2, e tenente un giglio, il tutto d'oro (citato in (19)) alias D'azzurro, alla branca di leone posta in palo, in mezzo a quattro stelle a otto punte, 2.2, e sormontata da un giglio, il tutto d'oro; il tutto accompagnato in capo da un lambello di rosso (citato in (19)) alias D'azzurro, alla branca di leone posta in palo, in mezzo a quattro stelle a otto punte, 2.2, e tenente un giglio, il tutto d'oro; il tutto accompagnato in capo da un lambello di rosso (citato in (19)) alias D'azzurro, alla branca di leone posta in banda, in mezzo a quattro stelle a otto punte, 2.2, e sormontata da un giglio, il tutto d'oro; il tutto accompagnato in capo da un lambello di rosso (citato in (19)) alias D'azzurro, alla branca di leone posta in banda, in mezzo a quattro stelle a otto punte, 2.2, e tenente un giglio, il tutto d'oro; il tutto accompagnato in capo da un lambello di rosso (citato in (19)) (DE) In Blau 1 schräggelegte abgerissene goldene Löwenpranke, 1 goldene Lilie haltend, begleitet von 4 2:2 gestellten achtstrahligen goldenen Sternen und überhöht von 1 vierlätzigen roten Turnierkragen (citato in KHIF) alias D'azzurro, alla branca di leone posta in banda sormontata da un giglio posto in mezzo a due stelle a otto punte, il tutto d'oro (citato in (19)) |
|        | Saluzzi o Saluzzo (Ovada) D'argento, alla torta di nero, caricata di un leone coronato d'oro (citato in STOV) |
|        | Saluzzo (Saluzzo) Titolo: marchesi sovrani di Saluzzo; marchesi di Bianzè, Clavesana, Farigliano, Garessio; conti de Beinette, Carmagnola, Castel Delfino, Castellar, Cissone, Crissolo, Manta, La Morra, Lequio, Loreto, Manta, Mombarone, Moncucco, Monesiglio, Pollenzo, Valfenera, Valgrana, Verzuolo; baroni di Fenis, Salerano; signori di Aisone, Alba, Albaretto, Altare, Argentero, Balangero, Baldissero, Barge, Barolo, Belvedere, Bernezzo, Bonvicino, Boves, Brondello, Brossasco, Busca, Cairo Montenotte, Caraglio, Caramagna, Carcare, Cardè, Carrù, Cartignano, Castelletto Stura, Castelmagno, Castiglione Falletto, Cavallerleone, Cavallermaggiore, Centallo, Cervignasco, Chessenaz, Cissone, Cortemiglia, Costigliole, Dego, Demonte, Dogliani, Dronero, Frassino, Gaiola, Genola, Isasca, L'Arche, Levaldigi, Marsaglia, Miolans, Mombarcaro, Monasterolo, Monforte, Montelupo, Montemale, Murazzano, Murello, Ostana, Paesana, Pancalieri, Perno, Piasco, Pietraporzio, Piozzo, Pogliano, Polonghera, Prazzo, Quaranta, Racconigi, Revello, Rottana, Roaschia, Roccasparvera, Roccaverano, Roccavione, Roddino, Rossana, Ruffia, Sacconex, Sanfront, S.ta Vittoria, Scarnafigi, Serralunga, Somano, Torre Bormida, Torre S. Giorgio, Torre Uzzone, Ussolo, Valloria, Val Maira, Val Varaita, Val Vermenagna, Venasca, Vignolo, Villafalletto, Villanova, Villanovetta, Vinadio; consignori di Agliano, Ayas, Castelletto Uzzone, Envie, Faule, Gerbola, Marene, Marmora, Mathi, Monale, Moretta, Pagno, Pamparato, S. Damiano Macra, S. Stefano, Torrazza, Torricella D'argento, al capo d'azzurro alias D'argento, al capo d'azzurro, carico di una rosa d'argento, bottonata d'oro alias D'argento, alla rosa di rosso, bottonata d'oro, con il capo d'azzurro alias D'argento, al capo d'azzurro carico di una testa di leopardo d'oro alias Inquartato di Saluzzo e di Sassonia alias Inquartato, di Spinola e di Miolans, e sul tutto di Saluzzo alias D'argento, al capo d'azzurro, carico di una corona d'oro alias D'argento, al capo d'azzurro, allo scaglione di rosso alias D'argento, al capo d'azzurro, carico di un giglio d'oro alias Inquartato, di Saluzzo, con il capo carico di un giglio d'oro, e della città di Lione, cioè di rosso, al leone d'argento, con la corona marchionale alias D'argento, al capo d'azzurro, con la sbarra di rosso alias D'argento, al mulo passante di nero, con il capo d'azzurro alias Inquartato, al 1° e 4° di Saluzzo, al 2° e 3° di rosso, al leone d'oro, rampante contro una pianta di pepe Motto: Noch noch - Si Deus pro nobis quis contra nos ? - Leit leit - Avant (citato in (23)) |
|        | Saluzzo (Napoli, Corigliano, Belvedere in Calabria, Otranto) Titolo: principe dell'Impero Asburgico, San Mauro, Belvedere in Calabria, duca di Corigliano, marchese di Anzi, marchese sul cognome, conte dell'Impero Asburgico, patrizio napoletano, barone di Palma Campania, di Bonifati, Mottafellone e di Trivigno, patrizio genovese, nobile dei principi dell'Impero Asburgico, Grandi di Spagna troncato d'azzurro e d'argento al leone d'oro nascente dalla troncatura (citato in (24)) spaccato d'azzurro e d'argento al leone d'oro nascente dalla troncatura (citato in (26)) leone rampante nascente dalla troncatura di oro sull'azzurro del - troncato di azzurro e di argento (citato in LEOM) Notizie storiche in Nobili napoletani. |
|        | Saluzzo (Ovada) Troncato: nel 1° d'oro, al leone nascente coronato dello stesso; nel 2° d'azzurro pieno (citato in STOV) |
|        | Saluzzo di Montemale (Piemonte) argento pieno - capo di azzurro pieno - crancellino di verde (segmento di una corona marchionale posta in banda) su - fasciato di nero e di oro (citato in LEOM) |

### Salv
| Stemma | Casato e blasonatura |
| ------ | --- |
|        | Salvacossa (Abruzzo) (la blasonatura non è stata ancora caricata) (citato in DAlena) |
|        | Salvadego Molin o Salvedego Molin Ugoni (Brescia) di azzurro, inquartato: nel 1° e 4° alla figura del buon selvaggio in maestà al naturale, vestito di pelli, impugnante con la destra una clava d'oro, coronato dello stesso, sostenuto da una campagna di verde; nel 2° alla ruota di mulino di oro, a 3 cerchi e 8 raggi figura del Buon selvaggio in maestà al naturale vestito di pelli impugnante con la destra una clava di oro coronato dello stesso su terrazzo di verde uscente dalla partizione e dalla punta su azzurro - ruota di mulino di oro a 3 cerchi e 8 raggi su azzurro (citato in LEOM) |
|        | Salvadori (Pistoia) D'argento, al leone di rosso e alla banda attraversante d'oro (citato in (19)) |
|        | Salvadori (Firenze) D'azzurro, al leone d'oro sostenuto da un monte di sei cime d'argento e addestrato da una stella a otto punte d'oro; il tutto abbassato sotto il capo cucito d'Angiò alias D'azzurro, al leone d'oro sostenuto da un monte di sei cime d'argento e addestrato da una stella a sei punte d'oro; il tutto abbassato sotto il capo cucito d'Angiò alias D'azzurro, al leone d'oro sostenuto da un monte di tre cime d'argento e addestrato da una stella a otto punte d'oro; il tutto abbassato sotto il capo cucito d'Angiò alias D'azzurro, al leone d'oro sostenuto da un monte di tre cime d'argento e addestrato da una stella a sei punte d'oro; il tutto abbassato sotto il capo cucito d'Angiò (citato in (19)) |
|        | Salvadori (Firenze) D'azzurro, alla pianta sradicata sostenuta da due cervi controrampanti, e sormontata da tre stelle a sei punte ordinate in capo, il tutto d'oro alias D'azzurro, alla pianta sradicata sostenuta da due cervi controrampanti, e sormontata da tre stelle a otto punte ordinate in capo, il tutto d'oro (citato in (19)) |
|        | Salvadori (Borgo a Buggiano) Troncato: nel 1° d'oro, all'aquila dal volo spiegato al naturale; nel 2° di rosso, alla banda controcomposta d'azzurro e d'argento, accompagnata da due gigli d'argento, 1.1; e alla fascia centrata e diminuita dello stesso passata sulla troncatura (citato in (19)) |
|        | Salvadori (Porto San Giorgio, Torino) aquila di nero coronata di oro accompagnata da - 3 stelle (6 raggi) dello stesso poste 2,1 tutto su azzurro (citato in LEOM) |
|        | Salvadori (Porto San Giorgio) aquila di nero coronata di oro accompagnata da - 3 stelle (5 raggi) di oro poste 1,2 tutto su rosso (citato in LEOM) |
|        | Salvaghi d'oro, alla rotella di nero, caricata di un leone d'argento, con la coda forcata (citato in (5) – pag. 156) |
|        | Salvagni (Firenze) D'argento, al leopardo illeonito di rosso (citato in (19)) |
|        | Salvagno (Chioggia) (la blasonatura non è stata ancora caricata) (citato in Araldica gentilizia (archiviato dall'url originale il 4 marzo 2016).) |
|        | Salvagnoli (Empoli, Firenze) D'oro, al gallo al naturale posato su un corno da caccia di rosso, legato dello stesso e appeso al collo del gallo (citato in (19)) |
|        | Salvagnoli Marchetti (Firenze) gallo al naturale su corno da caccia di rosso legato dello stesso e appeso al collo dell'animale tutto su oro (citato in LEOM) |
|        | Salvago Genova, Roma) Titolo: signori di Camerana, Carpeneto; consignori di Carrosio, Gottasecca D'oro, alla rotella di nero, carica di un leone, d'argento (citato in (23)) leone rampante di argento su rotella di nero su oro (citato in LEOM) alias Di nero, al leone d'argento (citato in (23)) |
|        | Salvago (Messina, Palermo) d'oro, alla rotella (o scudo parma) di nero, caricata dal leone d'argento, con la coda forcata (citato in (25)) d'argento, con un leone di nero (citato in (28)) Notizie storiche in Famiglie nobili di Sicilia. |
|        | Salvago Raggi (Genova, Roma) leone rampante di argento su nero (citato in LEOM) |
|        | Salvai o Salvay (Pinerolo) Titolo: consignori di Bibiana D'azzurro, all'uomo selvatico, con la clava, d'oro Motto: À toute puissance (citato in (23)) |
|        | Salvani (Siena) Troncato d'oro e d'azzurro, a tre stelle a sei punte dell'uno nell'altro, 2.1 alias Troncato d'azzurro e d'oro, a tre speronelle dell'uno nell'altro, 2.1 (citato in (19)) |
|        | Salvarezzo (Messina) troncato d'argento e di rosso, al leone coronato dell'uno nell'altro (citato in (25)) alias diviso, d'argento e di rosso, con un leone coronato d'oro soprastante sul tutto (citato in (28)) Notizie storiche in Famiglie nobili di Sicilia. |
|        | Salvati (Prato) Di..., alla croce trifogliata di..., accantonata nei due quarti superiori da due stelle a sei punte di... (citato in (19)) |
|        | Salvati (Abruzzo) D'azzurro alla fascia d'oro accompagnata in capo da un giglio dello stesso ed in punta da due gigli similmente d'oro (citato in DAlena) |
|        | Salvati (Ascoli Piceno) albero su terrazzo di verde accompagnato a destra da - un serpente strisciante sul terrazzo - l'albero sostiene un nido con uccello sorante tutto al naturale mirante - un sole di oro uscente dal canton sinistro del capo tutto su azzurro (citato in LEOM) |
|        | Salvatichi (Pistoia) Di rosso, al selvaggio nudo di carnagione, chiomato e barbuto al naturale, fermo di fronte sulla campagna di verde, e tenente con la destra alzata una clava dello stesso e con la sinistra uno scudo d'argento, caricato di un ramo di verde (citato in (19)) |
|        | Salvatici (Firenze) Di..., alla figura umana nuda (selvaggio) di carnagione, posta di fronte attraversante e tenente appoggiata alla spalla destra una clava di verde alias Troncato d'oro e di verde, alla figura umana nuda (selvaggio) di carnagione, posta di fronte attraversante e tenente appoggiata alla spalla destra una clava di verde (citato in (19)) |
|        | Salvatici delle Chiave (Firenze) D'oro, alla figura umana nuda (selvaggio) di carnagione, fermo in fronte sul terreno al naturale, e tenente appoggiato alla spalla destra una clava dello stesso (citato in (19)) |
|        | Salvatico (Saluzzo, Asti) Di rosso, a tre teste di leone, d'oro (citato in (23)) |
|        | Salvatore (Molise) (la blasonatura non è stata ancora caricata) (citato in DAlena) |
|        | Salvatori (Firenze) Di..., al monte di sei cime di... movente dalla fascia diminuita e abbassata di..., e sostenente un uccello sorante di... e due rametti di..., nodriti sulle due cime laterali (citato in (19)) |
|        | Salvatori (Caprarola) albero nodrito sul terrazzo uscente dalla punta tutto al naturale su azzurro - 3 stelle (6 raggi) di oro poste in fascia in alto su azzurro (citato in LEOM) |
|        | Salvatori (Perugia) 2 leoni controrampanti di oro a una pianta sradicata di rose fiorita di 3 pezzi di rosso stelata e fogliata di verde tutto su azzurro (citato in LEOM) |
|        | Salvatori (Mantova) 3 stelle (6 raggi) di oro su fascia di argento su rosso - aquila di nero in alto su rosso - 3 pali di argento in basso su rosso (citato in LEOM) |
|        | Salvemini (Molfetta) d'azzurro, ad un arcobaleno sormontato da un sole raggiante a mezzogiorno, e in punta un Eolo soffiante movente dal fianco destro, colla faccia rivolta a sinistra, il tutto accompagnato da un mare fluttuoso movente dalla punta (citato in ) |
|        | Salveni o Salveni del Lion Nero o Salveni del Lion Nero delle Ruote (Toscana) (DE) 1 Laubbaum, von links bestiegen von 1 Bären, rechts begleitet von 1 achtstrahligen Stern (citato in KHIF) |
|        | Salvera o Sauvera Titolo: consignori di Sauze D'argento, alla croce, accantonata da quattro stelle, il tutto d'azzurro Motto: Hinc vera salus (citato in (23)) |
|        | Salvestri (Toscana) d'oro, allo scorpione al naturale posto in banda (DE) In Gold 1 schräggelegter naturfarbener Skorpion (citato in KHIF) |
|        | Salvestrini (Firenze) D'azzurro, alla pianta di cinque steli di..., fioriti ciascuno di un pezzo di..., nodrita sulla vetta di un monte di sei cime d'oro (citato in (19)) |
|        | Salvestrini (Firenze) Di..., al destrocherio di..., vestito di..., sostenente sul pugno un falcone dal volo chiuso di... (citato in (19)) |
|        | Salvetti (Volterra, Firenze) D'azzurro, al ramo di salvia di verde, nodrito su un monte di tre cime d'oro, e verso il quale vola dal cantone destro del capo una colomba d'argento, imbeccata e illuminata di rosso alias Troncato: nel 1° d'oro, al toro furioso di rosso; nel 2° d'azzurro, al ramo di salvia di verde, nodrito su un monte di tre cime d'oro, e verso il quale vola dal cantone destro del capo una colomba d'argento, imbeccata e illuminata di rosso (citato in (19)) |
|        | Salvetti (Siena) D'azzurro, alla fascia d'argento accompagnata da tre teste di gallo dello stesso, crestate e barbate di rosso, 2.1 (citato in (19)) |
|        | Salvetti (Pistoia, Firenze) D'oro, al toro furioso di rosso (citato in (19)) (DE) In Gold 1 roter Stier mit unterschlagenem Schwanz (citato in KHIF) |
|        | Salvetti (Firenze) D'argento, a due lupi rapaci affrontati di rosso (citato in (19)) |
|        | Salvetti (Firenze) D'azzurro, alla fascia d'oro accompagnata da tre teste d'aquila d'argento, 2.1 (citato in (19)) |
|        | Salvetti (Firenze) Partito d'azzurro e d'oro, a due teste di leone strappate e affrontate dell'uno nell'altro alias Partito d'azzurro e d'oro, a due teste di leone strappate e affrontate dell'uno nell'altro; con il capo di Santo Stefano (citato in (19)) |
|        | Salvetti (Firenze) D'azzurro, al quarto franco sinistro in punta del campo, bordato di rosso e accompagnato in capo dal motto SPES in caratteri maiuscoli d'oro (citato in (19)) |
|        | Salvetti (Padova, Firenze) monte a 3 cime di oro sormontato da un ramoscello di salvia di verde accompagnato in alto a sinistra da - una colomba di argento in volo rivolta tutto su azzurro (citato in LEOM) |
|        | Salvetti (Padova, Firenze) toro rampante di rosso su oro (citato in LEOM) |
|        | Salvetti del Lion Bianco (Firenze) D'argento, a due leoni affrontati di rosso (citato in (19)) |
|        | Salvi (Siena) Troncato d'oro e d'azzurro, al leone dell'uno all'altro alias Troncato d'oro e d'azzurro, al leone dell'uno all'altro, con il capo dell'Impero (citato in (19)) |
|        | Salvi (Prato) Di rosso, al leone d'oro coronato dello stesso, tenente con le branche anteriori un ramo di pero di verde, fogliato d'argento e fruttifero di un pezzo d'oro (citato in (19)) leone rampante coronato di oro afferrante con la zampa destra un ramo di pero di verde fruttato di un pezzo di oro tutto su rosso (citato in LEOM) |
|        | Salvi (Pistoia) Di nero, alla fascia d'argento accompagnata da quattro gigli d'oro, 2.2 (citato in (19)) |
|        | Salvi (Pisa) Troncato d'argento e di nero, alla banda attraversante di rosso (citato in (19)) |
|        | Salvi (Pisa, Firenze) D'azzurro, alla pianta di salvia al naturale, nodrita su un monte di tre cime d'oro alias D'argento, a quattro fasce di rosso, e al leone attraversante di nero (citato in (19)) |
|        | Salvi (Firenze) leone rampante di nero su 4 fasce di rosso su argento (citato in LEOM) |
|        | Salvi (Firenze) Inquartato d'argento e di rosso, a due crescenti montanti ordinati l'uno sull'altro, ambedue attraversanti sulla linea del partito, dell'uno all'altro (citato in (19)) |
|        | Salvi (Trevi) (la blasonatura non è stata ancora caricata) Notizie storiche nel sito della Associazione Pro Trevi. |
|        | Salvi del Pero (Valenza, Torino) Titolo: conti di Luzzano D'azzurro, alla fenice volante in banda verso un sole d'oro, posto nel cantone destro del capo, accompagnata in punta, verso sinistra, dal suo rogo, il tutto al naturale (citato in (23)) fenice di profilo in volo al naturale verso un - sole raggiante di oro posto in alto a sinistra accompagnata in basso a destra da - un rogo al naturale tutto su azzurro (citato in LEOM) Motto: Salvabitur |
|        | Salviani (Cesena) (la blasonatura non è stata ancora caricata) (citato in BLCW) Immagine in Blasone Cesenate. |
|        | Salviati (Firenze, Pistoia) bandato doppiomerlato d'argento e di rosso (citato in (5) – pag. 48 e in (19)) alias Di rosso, a tre bande doppiomerlate d'argento (citato in (19)) alias d'argento a tre bande di rosso, doppio merlate (citato in (4) – Vol. III pag. 634) D'argento, a tre bande doppiomerlate di rosso (citato in (19)) (DE) In Silber 3 rote Gegenzinnenschrägbalken (citato in KHIF) |
|        | Salviati (Roma) (la blasonatura non è stata ancora caricata) (Immagine nell' Archivio Storico Capitolino (PDF) (archiviato dall'url originale il 5 marzo 2016).) |
|        | Salviati o Borghese (Roma) 3 bande doppiomerlate di rosso su argento (citato in LEOM) |
|        | Salviati (Toscana) (DE) In Silber 2 rote Gegenzinnenschrägbalken (citato in KHIF) |
|        | Salviati (Cesena) (la blasonatura non è stata ancora caricata) (citato in BLCW) Immagine in Blasone Cesenate. |
|        | Salvini (Siena) D'azzurro, a due fasce ondate d'argento accompagnate da due stelle a sei punte dello stesso, ordinate in capo (citato in (19)) |
|        | Salvini (Firenze) Di..., alla fascia di... accompagnata in capo da tre stelle a otto punte di..., 1.2 (citato in (19)) |
|        | Salvini (Firenze) D'argento, al capo d'azzurro, caricato di tre stelle a otto punte del campo (citato in (19)) alias D'oro, al capo d'azzurro, caricato di tre stelle a otto punte del campo (citato in (19)) alias Troncato d'azzurro e d'argento, a tre stelle a otto punte ordinate in fascia del secondo nel primo (citato in (19)) (DE) Blau-silber geteilt, oben 3 achtstrahlige blaue Sterne balkenweise (citato in KHIF) |
|        | Salvini del Lion Nero (Firenze) D'azzurro, all'albero al naturale nodrito sul terreno dello stesso, addestrato da una stella a otto punte d'oro e sinistrato da un orso levato al naturale appoggiato al tronco (citato in (19)) |
|        | Salvio o Salvia (Chieri) D'argento, alla pianta di salvia, al naturale, nutrita nel terreno erboso, di verde (citato in (23)) |
|        | Salvioli di Fossalunga (Correggio, Venezia) 3 stelle (8 raggi) di oro poste 1,2 sull'azzurro del - troncato di azzurro e di rosso - braccio destro uscente da destra vestito di verde afferrante con la mano di carnagione un ramo di salvia al naturale su rosso (citato in LEOM) |
|        | Salvo e Salvo Ugo (Palermo, Messina, Termini Imerese) Titolo: marchese di Pietraganzilli, cavaliere, marchese di Ugo e nobile dei marchesi di Pietraganzilli d'azzurro al leone coronato d'oro tenente con le branche anteriori una croce di nero sormontata da una stella d'argento (citato in (24)) d'azzurro, al leone coronato d'oro, tenente con le zampe nel davanti una crocetta di nero, sormontata da una stella d'argento (citato in (25) e in (28)) leone rampante coronato di oro tenente con le zampe anteriori una croce latina di nero sormontata da - stella (6 raggi) di argento tutto su azzurro (citato in LEOM) alias d'azzurro con un leone d'oro tenente colle zampe una crocetta del medesimo (citato in (28)) Corona di marchese Notizie storiche in Famiglie nobili di Sicilia. Ulteriori notizie storiche in Famiglie nobili di Sicilia. |
|        | Salvo (Castroreale) Titolo: barone di Santa Croce di Roccaforte d'azzurro al leone d'argento coronato d'oro, linguato di rosso, tenente con le branche anteriori un mazzetto di quattro spighe di grano d'oro (citato in (24) e in (25)) leone rampante di argento coronato di oro tenente con le zampe anteriori 4 spighe di grano di oro su azzurro (citato in LEOM) |
|        | Salvotti (San Giorgio di Trento) aquila di nero coronata di oro su oro - biscione visconteo di verde su argento - rosa di rosso stelata e fogliata di verde su argento - leone rampante di argento coda bifida su rosso (citato in LEOM) |
|        | Salvotti (Mori, San Giorgio di Trento) braccio destro uscente da una nuvola di argento dal canton destro del capo vestito di verde afferrante con la mano di carnagione una bilancia di oro su nero - aquila di argento su roccia dello stesso uscente dalla partizione su rosso - serpente di oro testa rivolta accollato ad uno specchio di argento su rosso - albero di quercia al naturale nodrito su terrazzo erboso uscente dalla punta folgorato e spezzato da un lampo di oro tutto su nero (citato in LEOM) |
|        | Salvucci (Siena) Di rosso, alla pianta d'oro nodrita in un vaso di nero, accompagnata in punta da un compasso aperto in scaglione rovescio d'oro (citato in (19)) |
|        | Salvucci (San Gimignano) Troncato: nel 1° scaccato di nero e d'argento; nel 2° d'oro pieno (citato in (19)) alias (DE) In Gold 1 schwarz-silber geschachtes Schildhaupt (citato in KHIF) |
|        | Salvucci (Prato) Di..., al monte di sei cime di..., uscente dalla punta e sostenente un leone di... (citato in (19)) |
|        | Salvucci (Firenze) D'argento, alla fascia d'azzurro caricata di una crocetta patente d'oro, e accompagnata da due fiamme di rosso, 1.1 (citato in (19)) |
|        | Salvucci (Firenze) D'argento, al gallo ardito di nero, crestato e barbato di rosso, accompagnato in capo da un giglio pure di rosso alias D'argento, al gallo ardito di nero, crestato e barbato di rosso, accompagnato nel cantone destro del capo da un giglio pure di rosso (citato in (19)) |
|        | Salvucci (Montefalco) (la blasonatura non è stata ancora caricata) (citato in Degli Abbati) |
|        | Salvucci o Salvucci Lapone (Toscana) (DE) In Silber-rot gespaltenem Feld 4 liegende Halbmonde in verwechselten Tinkturen, 1:2:1 gestellt (citato in KHIF) |
|        | Salvucci o Salvucci da Scarperia (Toscana) (DE) In Silber 1 rotkehliger und rotbekammter naturfarbener Hahn, begleitet von 1 roten Lilie im rechten Obereck (citato in KHIF) |